# Балаж Золтан Миколайович
Зо́лтан Микола́йович Балаж (7 березня 1995 — 18 липня 2017) — український військовик, молодший сержант, заступник командира бойової машини — навідник-оператор 2-го гірсько-піхотного батальйону 128-ї окремої гірсько-піхотної бригади Оперативного командування «Захід» Сухопутних військ Збройних сил України.

## Життєпис
Народився 7 березня 1995 року в смт Королево Виноградівського району Закарпатської області. За національністю — угорець, вільно володів українською та угорською мовами.
Навчався у Королівській селищній школі № 2 та загальноосвітній школі № 8 міста Виноградів. Закінчив професійно-технічне училище, де здобув фах маляра-штукатура. Мешкав у Виноградові. Працював на заводі.

### Бойовий шлях
Під час російської збройної агресії проти України з 2015 року проходив військову службу за контрактом у 128-ій окремій гірсько-піхотній бригаді.
З 2017 року брав участь в антитерористичній операції на сході України. Учасник боїв за Піски. Після відпустки та перебування у пункті постійної дислокації в Ужгороді знову вирушив на передову — на Горлівський напрямок.

### Обставини загибелі
Загинув 18 липня 2017 року близько 20:30, під час бойового чергування на взводному опорному пункті поблизу смт Зайцеве Бахмутського району Донецької області, — внаслідок чергового обстрілу російсько-терористичними угрупуваннями дістав чисельних осколкових поранень від розриву протитанкової гранати, один з уламків влучив у серце.
Похований 20 липня 2017 року на міському цвинтарі Виноградова.
Залишились батьки, дружина Вікторія та дворічна донька.

## Нагороди
- Орден «За мужність» III ступеня (посмертно), 11 жовтня 2017 року нагороджений за особисту мужність і самовіддані дії, виявлені у захисті державного суверенітету та територіальної цілісності України, зразкове виконання військового обов'язку[7].

## Вшанування пам'яті
17 квітня 2018 року на фасаді Королівської ЗОШ I—III ступенів № 2 було встановлено та відкрито меморіальну таблицю полеглому на війні Золтану Балажу.